# Fiera di Sant'Orso

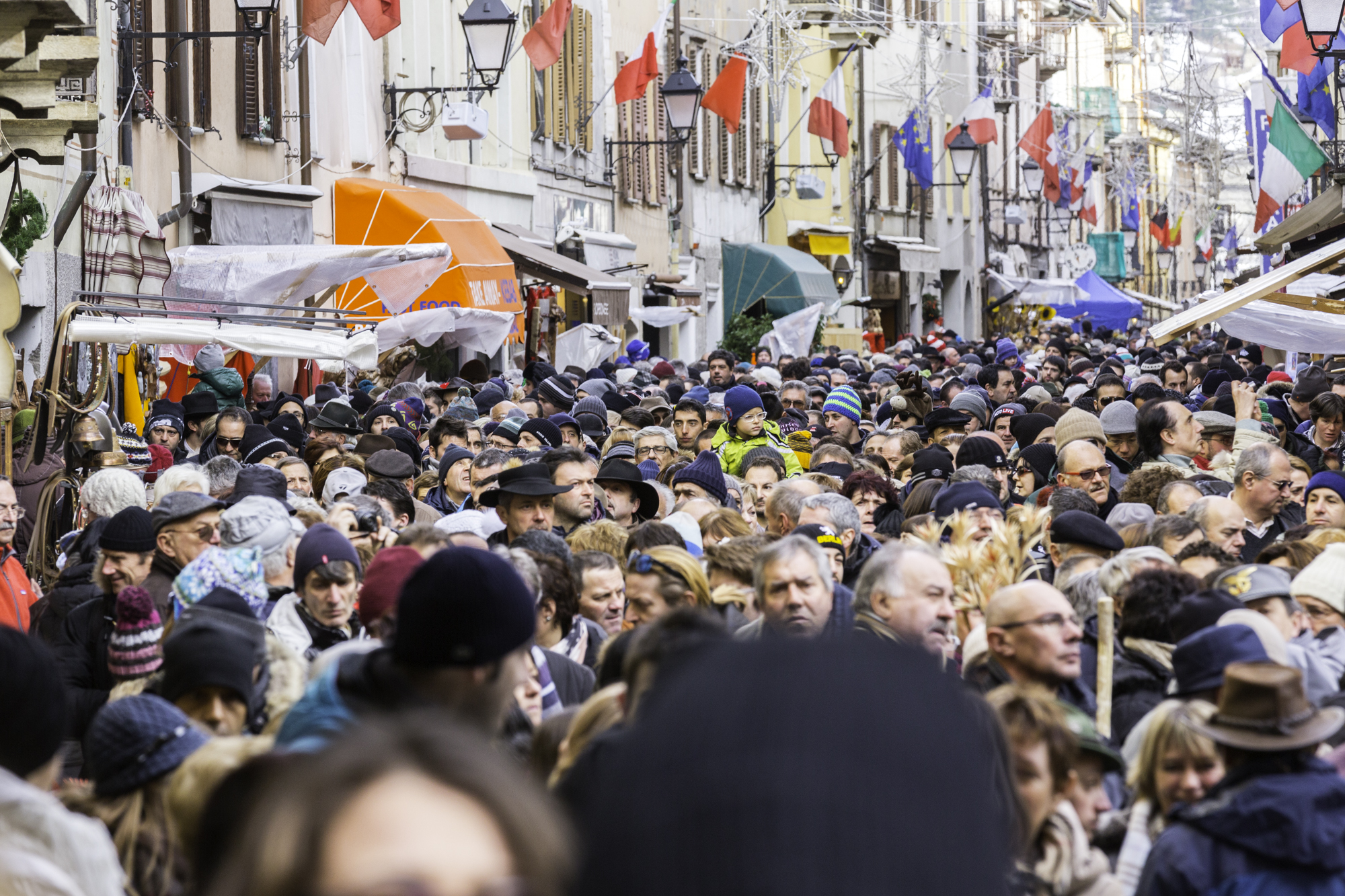
Folla all'ora di punta in Via Sant'Anselmo ad Aosta

La Fiera di Sant'Orso (in francese Foire de Saint-Ours - pron. fr. AFI: [fwaʁ də sɛ̃t uʁs] -, in patois valdostano Fèira de Sènt-Or) è una fiera millenaria di artigianato e di enogastronomia che si svolge nel centro di Aosta, il 30 e il 31 gennaio di ogni anno.

## Storia

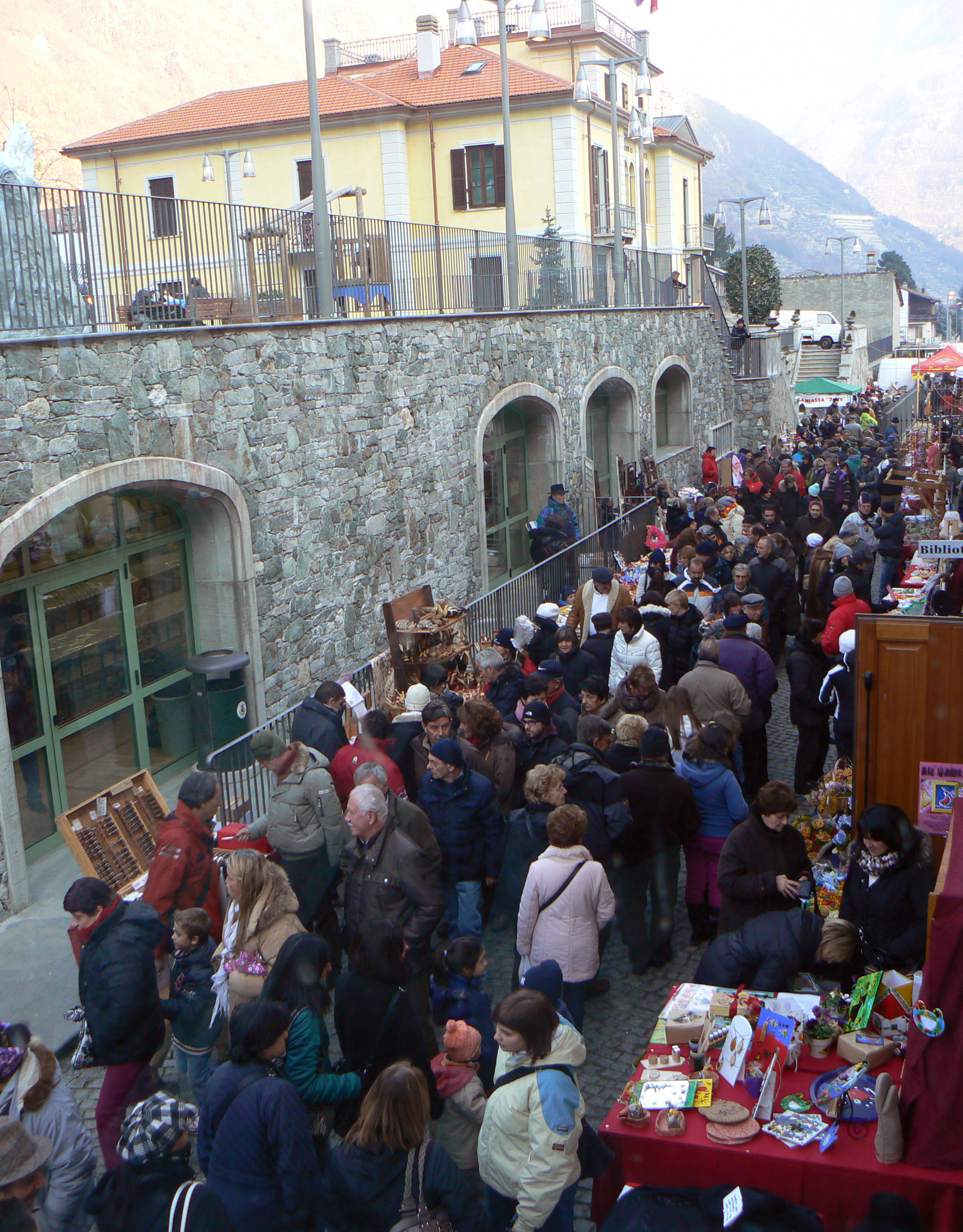
Fiera di Sant'Orso di Donnas del 2012.

È dedicata all'omonimo santo (monaco d'origine irlandese e vissuto ad Aosta, morto nel 529) e celebrato il 1º febbraio, al quale fu altresì dedicata la collegiata omonima presso il capoluogo, fondata intorno all'anno 1000 sui resti di una preesistente basilica paleocristiana. Così lo stesso anno fu per convenzione scelto anche come anno di nascita della fiera stessa. Nella tradizione, la fiera è conosciuta semplicemente come in francese come "la foire", oppure "la millenaria"; oggi vi partecipano più di mille artigiani.

La manifestazione è anticipata dalla Foire de Saint-Ours de Donnas, che ha luogo nel borgo storico del vicino paese di Donnas, in bassa Valle d'Aosta, due settimane prima, a metà gennaio. Questo evento è definito localmente come la "petite foire" (in francese, la "piccola fiera").

Tradizionalmente, il gesto che dà inizio alla foire è il dono che il santo fece ai poveri della città, dei tradizionali sandali sabot, proprio nella zona della Collegiata. Aosta festeggia quindi per due giorni nel centro storico attorno alla piazza Émile Chanoux, con eventi, rievocazioni ed esposizioni di artigianato tradizionale e prodotti tipici. Queste tradizionali ricorrenze, alla sera, in Valle d'Aosta, prendono in patois valdostano il nome di "veillà" (= veglia, cf. in francese "veillée").